# Dendrophthora fanshawei
Dendrophthora fanshawei là một loài thực vật có hoa trong họ Santalaceae. Loài này được (Maguire) Kuijt mô tả khoa học đầu tiên năm 1996.